# Versus (album av The Haunted)
Versus är det svenska thrash metal-bandet The Haunteds sjätte studioalbum. Det spelades in mellan den 1 och 29 april 2008 i studiorna Puk Studio, IF Studio och Antfarm Studio. Albumet spelades in, mixades och mastrades av Tue Madsen, som också samarbetat med The Haunted på deras tidigare album Revolver och The Dead Eye. Det producerades av Tue Madsen och The Haunted.
Versus släpptes den 17 september 2008 i Sverige, på olika datum under september i resten av Europa (se historik), och den 15 oktober i USA. Mellan den 12 och 19 september fanns hela albumet tillgängligt för lyssning på bandets Myspace-sida. En musikvideo spelades in till låten "Trenches".
Albumet mottog varierade recensioner. Både Keith Carman på Exclaim! och Jeff på The Metal Observer berömde Tue Madsens produktion. Jackie Smit på Chronicles of Chaos tycte att albumet var mycket bättre än föregångaren The Dead Eye, och Allmusics recensent Eduardo Rivadavia skrev att skivan innehåller en bra blandning av nytt och gammalt. Keith Bergman på Blabbermouth.net ansåg att albumet var tråkigt och oinspirerat. Skivan låg på Sverigetopplistan i tre veckor, som högst på fjortonde plats.

## Inspelning
The Haunted spelade in Versus mellan den 1 och 14 april 2008 i Puk Studio i Danmark, där de också spelade in sitt föregående album The Dead Eye. Sången spelade de in i IF Studio den 16-21 april och i Antfarm Studio den 26-29 april. Albumet spelades in, mixades och mastrades av Tue Madsen. Det var det tredje albumet (efter Revolver och The Dead Eye) där The Haunted samarbetade med Madsen. Producenter för albumet var The Haunted och Tue Madsen. De spelade in låtarna live i studion. Vid inspelningen använde de sig bland annat av utrustning från EBS, Ampeg, Engl och Marshall.

## Utgivning

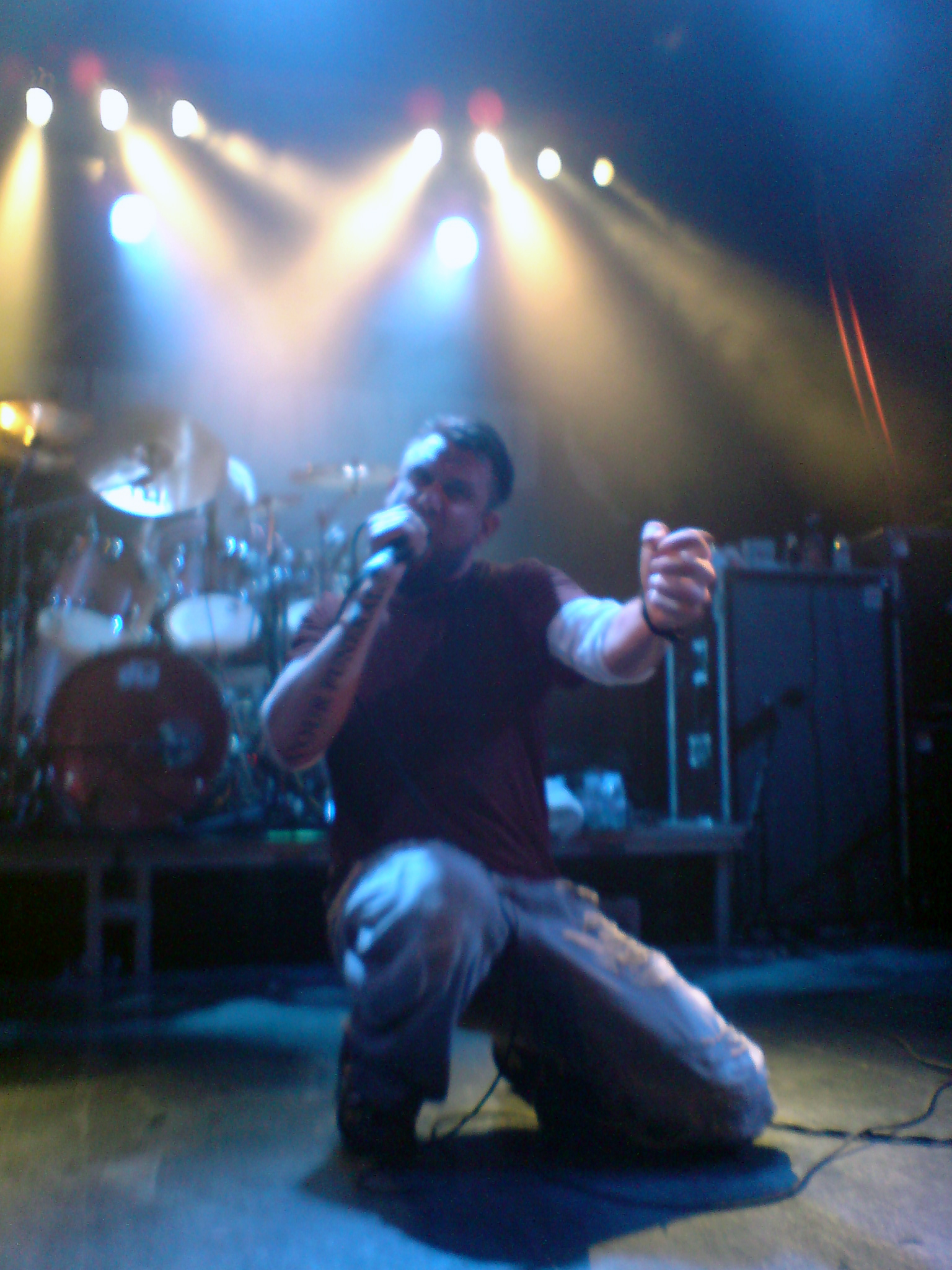
The Haunteds sångare Peter Dolving live i Barcelona 2009.

Mellan den 12 och 19 september 2008 streamade The Haunted hela albumet på sin Myspace-sida. Versus släpptes den 17 september i Sverige, mellan den 19 och 24 september i resten av Europa (se utgivningshistorik), och den 15 oktober i USA. Specialutgåvan av skivan innehöll en bonus-CD med fyra låtar, en affisch, ett klistermärke och ett plektrum. Den japanska utgåvan innehöll bonusspåret "Meat Wagon" (3:06). Vid nedladdning av albumet från Itunes medföljde bonusspåret "Sacrifice" (4:47) i Europa och "Walk on Water" (3:35) i USA.
En musikvideo spelades in till låten "Trenches". Den regisserades av Daniel Larsson och producerades av Thomas Tjäder. Handlingen i filmen kretsar kring en flicka, som köper några frön i en botanisk trädgård. När hon tittar bort byter föreståndaren för trädgården ut fröna mot några andra frön. Hon åker hem och planterar dem, och upp ur jorden växer The Haunted.

### Utgivningshistorik
| Datum             | Land                                                                     |
| ----------------- | ------------------------------------------------------------------------ |
| 17 september 2008 | Sverige                                                                  |
| 19 september 2008 | Belgien, Italien, Luxemburg, Nederländerna, Schweiz, Tyskland, Österrike |
| 22 september 2008 | Danmark, Frankrike, Grekland, Norge, Storbritannien, resten av Europa    |
| 23 september 2008 | Portugal, Spanien                                                        |
| 24 september 2008 | Finland, Ungern                                                          |
| 15 oktober 2008   | USA                                                                      |

Källa

## Låtar
"Moronic Colossus" handlar om en attityd som sångaren Peter Dolving menar finns hos många människor. "Little Cage" innehåller textraden: "I am an inconsiderate bastard on most accounts." ("Jag är en hänsynslös skitstövel i de flesta fall.") Vid inspelningen av skivan och skrivandet av låtarna kände sig Dolving ofta som en skitstövel, vilket är vad låten handlar om. "Trenches" är en av Dolvings favoritlåtar. I "Skuld" sjunger Dolving på svenska. Låten är en sorts tröstesång, som vill uppmana lyssnaren att ta det lugnt och fortsätta. Allt kommer att ordna sig.
"Crusher" är inspirerad av bandet Panteras låt "Mouth for War", vars text Dolving tycker är fantastisk. Dolving berättar att The Haunted rest mycket i sin karriär, och genom detta har han upptäckt att världen är rätt liten, och att man ofta kommer tillbaka till ställen där man har varit förut. Han har också upptäckt att det inte går att fly från sina problem, de kommer alltid att komma ikapp förr eller senare. Man måste ta itu med dem, och det är vad låten "Rivers Run" handlar om. "Iron Mask" handlar om att släppa taget om vänner som hamnat i ett beroende. Det finns inget man kan göra för att få dem att inse att de har ett problem, utan detta måste de komma fram till själva. Låten är baserad på erfarenheter i Dolvings eget liv, och han säger att det är den känslomässigt svåraste låten för honom. "Imperial Death March" skrevs tidigt, och Dolving beskriver den som en väldigt primitiv låt.

## Mottagande
Versus mottog varierade recensioner. Jackie Smit på webbplatsen Chronicles of Chaos skriver att albumet är mycket bättre än föregångaren The Dead Eye, som Smit menar blir sämre för varje genomlyssning. Eduardo Rivadavia på Allmusic tycker att Versus utgör en bra blandning av nytt och gammalt. Aggressiva låtar som "Moronic Colossus" och "Crusher" blandas med mer lugna låtar som "Skuld" och "Pieces". Låtarna "Rivers Run" och "Imperial Death March" menar han dock är mindre lyckade. Keith Carman skriver i sin recension för tidningen Exclaim! att Versus är "The Haunteds mest varierade, och därför intressanta, album hittills". Han anser att albumet på samma gång är unikt och i stil med bandets övriga album, och han berömmer producenten Tue Madsen. Även recensenten Matt på webbplatsen The Metal Observer hyllar Madsens arbete med skivan. Han menar att albumet påminner om bandets debutalbum, men att det samtidigt tagit in de mer experimentella drag som finns på The Dead Eye. Han tycker dock att albumet är underligt uppbyggt, med de mer thrashiga låtarna i början och de mer lunga låtarna i slutet.
Keith Bergman på Blabbermouth.net skriver en övervägande negativ recension. Han tycker att albumet är oinspirerat och tråkigt. Det finns inget som tar tag i lyssnaren; låtarna är varken svängiga eller energiska. "När medelmåttiga 'Moronic Colossus' är den mest minnesvärda låten på hela albumet", skriver Bergman, "är det något som är fel." Chad Bowar på About.com skriver att albumet innehåller många varierade låtar, men också en del utfyllnadsmaterial.

### Listplaceringar
På Sverigetopplistan låg Versus i tre veckor. Albumet gick in på listan på fjortonde plats, för att under andra veckan falla till plats 37, och under tredje veckan ligga på plats 36. Det tog sig också upp på listorna i Finland och Frankrike, där det som högst låg på plats 12 respektive 198. På tidningen Billboards lista "Top Heatseekers" hamnade albumet på plats 24.
| Land      | Högsta placering |
| --------- | ---------------- |
| Finland   | 12               |
| Frankrike | 198              |
| Sverige   | 14               |

## Låtlista
All sångtext är skriven av Peter Dolving. 
| Nr  | Titel                | Musik                                     | Längd |
| --- | -------------------- | ----------------------------------------- | ----- |
| 1.  | Moronic Colossus     | Patrik Jensen                             | 3:50  |
| 2.  | Pieces               | Jonas Björler, Anders Björler             | 3:50  |
| 3.  | Little Cage          | Anders Björler, Jensen, Per Möller Jensen | 3:14  |
| 4.  | Trenches             | Anders Björler                            | 3:42  |
| 5.  | Ceremony             | Jonas Björler, Anders Björler             | 3:43  |
| 6.  | Skuld                | Anders Björler                            | 2:49  |
| 7.  | Crusher              | Jensen                                    | 3:12  |
| 8.  | Rivers Run           | Jonas Björler                             | 4:32  |
| 9.  | Iron Mask            | Anders Björler                            | 3:41  |
| 10. | Faultline            | Jensen                                    | 3:43  |
| 11. | Imperial Death March | Dolving                                   | 2:47  |

| 1. | Seize the Day | 2:18 |
| 2. | Narcotic      | 3:51 |
| 3. | Versus        | 4:06 |
| 4. | Devolve       | 3:27 |

Källa

## Medverkande
The Haunted
- Peter Dolving – sång
- Anders Björler – elgitarr
- Patrik Jensen – elgitarr
- Jonas Björler – elbas
- Per Möller Jensen – trummor

Produktion
- Producerad av Tue Madsen och The Haunted
- Inspelad och mixad av Tue Madsen
- Mastrad av Tue Madsen
- Design av Peter Dolving och Pelle Evensen
- Fotografi av Jimmy Pettersson och Ella Jonsson

Källa